# Йованович, Павле
Па́вле Йова́нович (серб. Павле Јовановић / Pavle Jovanovic; 11 января 1977, Томс-Ривер — 3 мая 2020) — американский и сербский бобслеист-разгоняющий. Выступал за сборную США по бобслею на всём протяжении 2000-х годов, позже представлял сборную Сербии. Участник зимних Олимпийских игр в Турине, бронзовый призёр чемпионата мира, победитель и призёр этапов Кубка мира, победитель и призёр многих соревнований национального значения.

## Биография
Павле Йованович родился 11 января 1977 года в городе Томс-Ривер штата Нью-Джерси, по происхождению  серб.
Активно заниматься бобслеем начал в 1997 году, вскоре в качестве разгоняющего вошёл в основной состав американской национальной сборной. Йованович рассматривался в числе основных кандидатов на участие в зимних Олимпийских играх 2002 года в Солт-Лейк-Сити, однако незадолго до старта Игр провалил допинг-тест и был отстранён от соревнований — в его анализах обнаружили 19-норандростенедион, вещество, запрещённое Международным олимпийским комитетом и Всемирным антидопинговым агентством. Впоследствии он подавал в суд на производителя спортивного питания Century Foods International, в чьей продукции якобы содержалось запрещённое вещество, однако иск был отклонён. Во время дисквалификации Йованович работал в строительной компании своего отца, а также окончил Ратгерский университет, получив учёную степень в области гидромеханики.
После окончания двухлетней дисквалификации Павле Йованович вернулся в большой спорт и вновь пробился в состав главной бобслейной команды США. Наибольшего успеха на взрослом международном уровне он добился в сезоне 2004 года, когда побывал на чемпионате мира по бобслею и скелетону в немецком Кёнигсзе и привёз оттуда награду бронзового достоинства, выигранную в зачёте четырёхместных экипажей совместно с партнёрами Тоддом Хейзом, Биллом Шаффенхауэром и Стивом Меслером — их опередили только титулованные экипажи из Германии. Благодаря череде удачных выступлений Йованович удостоился права защищать честь страны на Олимпийских играх 2006 года в Турине — занял здесь седьмое место как в двойках, так и в четвёрках. В сезоне 2007/08 отметился несколькими победами на этапах Кубка мира в составе экипажа титулованного американского пилота Стивена Холкомба.
В 2011 году Йованович приехал на свою историческую родину, получил сербское гражданство и в течение некоторого времени выступал за национальную сборную Сербии по бобслею.